# БК-2
«Бегущая косуля» («Бегущий кабан») БК-2 — советская однозарядная произвольная винтовка калибра 5,6 мм созданная на Ижевском машиностроительном заводе в 1965 году на базе хорошо себя зарекомендовавшей модели СМ-2. Предназначалась для стрельбы по движущейся силуэтной мишени на дистанции 50 м. Благодаря высоким эксплуатационным качествам использовалась вплоть до 1993 г на соревнованиях высокого уровня (чемпионаты Европы, мира и Олимпийские игры). С её помощью было завоевано 14 золотых и одна серебряная медали, установлено 3 мировых рекорда.

## Конструкция
Затвор продольно-скользящий, с поворотом в переднее положение при запирании. Спусковой механизм бесшнеллерный, позволяет регулировать усилие спуска от 0,5 до 1,5 кг и ход спускового крючка в пределах от 1 до 4 мм без необходимости разбирать оружие.
Подача патрона в патронник производится вручную. Стреляная гильза или патрон выдвигаются из патронника выбрасывателем рычажного типа при перемещении затвора в заднее положение.